# Essener Verlagsanstalt
Die Essener Verlagsanstalt wurde 1930 durch den Journalisten und Leiter der Essener Nationalzeitung Wolfgang Müller-Klemm gegründet und galt als einer dem NSDAP-Presseverbund angehörender Verlag, der sich im Eigentum der Hermann-Göring-Werke befunden haben soll. Ab 1943 wird als Verlagsadresse Erfurt-Hochheim, Drei-Quellen-Straße 29 angegeben. Das Verlagsprogramm bestand hauptsächlich aus Sach- und Fachbüchern, wenigen Zeitschriften sowie Belletristik. Im 5. Jahrgang des „Essener Almanachs“ findet sich eine chronologische Übersicht der bis dahin veröffentlichten Werke, alle Bücher und Zeitschriftenjahrgänge sind mit einer Verlagsnummer versehen (1 bis 153).
Nach Kriegsende war die Essener Verlagsanstalt einer von 72 Verlagen, die 1946 in Liste A III des „Verzeichnis‘ der auszusondernden Literatur“ genannt wurden, deren gesamte Produktion aus den öffentlichen Bibliotheken entfernt werden sollte.

## In der Essener Verlagsanstalt erschienen unter anderem

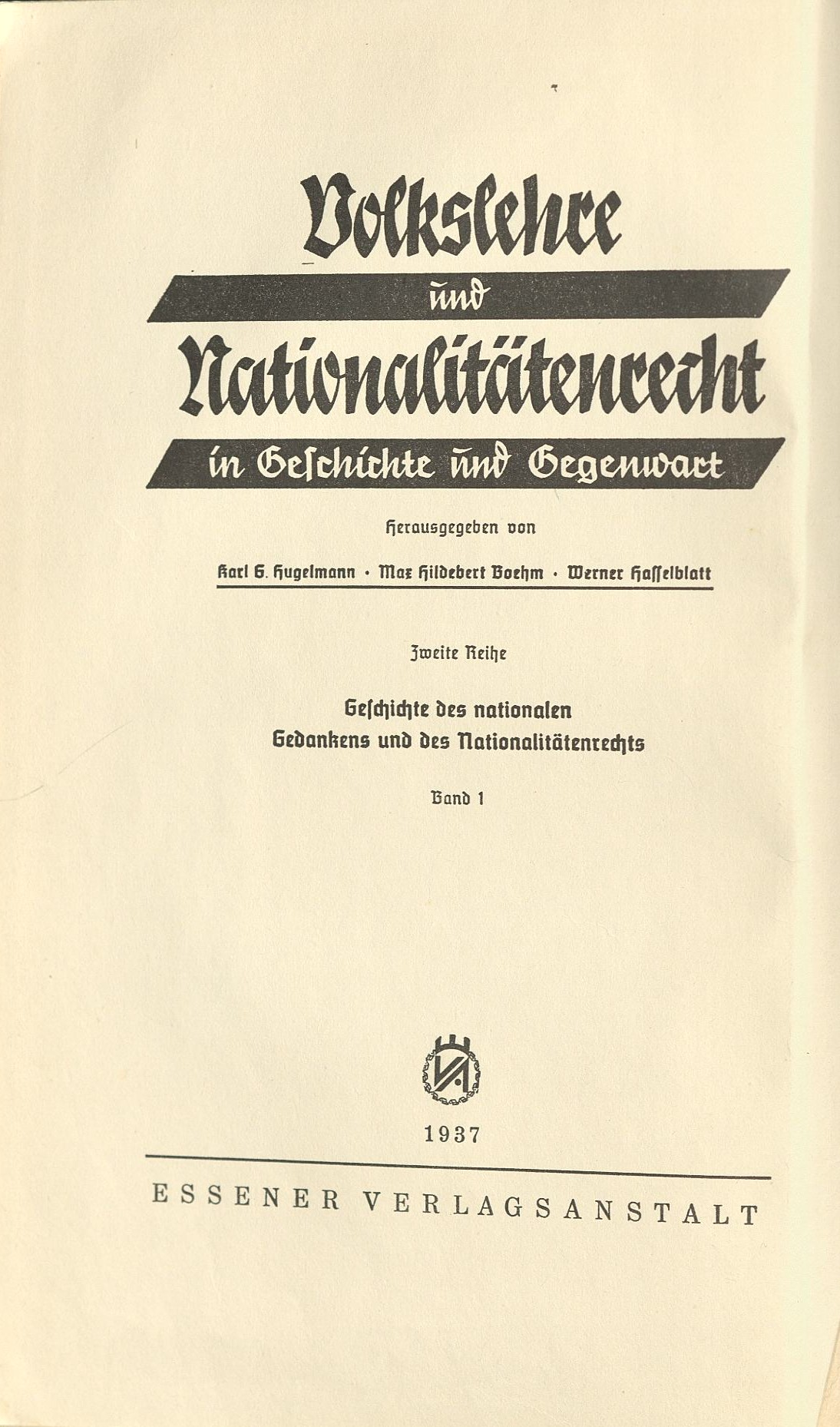
Volkslehre und Nationalitätenrecht, Band 1 (1937). Herausgeber Karl Gottfried Hugelmann, Max Hildebert Boehm, Werner Hasselblatt

- 1934, 1935, 1937, 1939 Kalender der Weltgeschichte, Kalendarium und Quellenkunde zur Weltgeschichte der Gegenwart, zusammengestellt aus dem politischen Archiv der Essener Verlagsanstalt, Berlin u. a., 1934/35, 1937, 1935, 1939
- 1935 Friedrich Franz von Unruh: Verlorener Posten
- 1935 Józef Piłsudski: Meine ersten Kämpfe
- 1935 Wacław Lipiński: Józef Piłsudski, der Große Marschall (übersetzt von Jean Paul d'Ardeschah).
- 1936 Wilhelm Windelband: Die auswärtige Politik der Großmächte in der Neuzeit von 1494 bis zur Gegenwart
- 1936 Georg Gizycki: Die Weißen und die Schwarzen. Erlebnisse in Französisch-West-Afrika
- 1937 Diedrich Westermann: Der Afrikaner heute und morgen
- 1937 Diedrich Westermann: Beiträge zur deutschen Kolonialfrage (Veröffentlichungen des Deutschen Instituts für Außenpolitische Forschung, Bd. 1)
- 1937 Werner Frauendienst: Weltgeschichte der Gegenwart in Dokumenten
- 1937 Helmut Erbe: Die Hugenotten in Deutschland
- 1938 Frederick Maurice: Haldane, Großbritanniens größter Kriegsminister. Hg. und Übers. Fritz Pick.
- 1938 Austen Chamberlain: Politik. Erinnerungen aus fünfzig Jahren
- 1938 Irene Mertens: Eine Deutsche erlebt Paris
- 1939–1941 Zeitungswissenschaft: Monatsschrift für internationale Zeitungsforschung
- 1939 B.V.K.; Verdi und Deutschland. in: Italien-Jahrbuch 2
- 1939 Hans Rudolf Rieder: Lagerfeuer im Indianerland
- 1939 Wilhelm Vershofen: Zwischen Herbst und Winter
- 1939 Franz Naumann: Ein fahrender Gesell. Vierzig Lehr-, Werk- und Wanderjahre eines deutschen Handwerksgesellen vor dem großen Kriege In Deutschland und Südafrika. Geschrieben vom Verfasser in den Jahren 1921/24
- 1939 Heinz Bongartz (Jürgen Thorwald): Luftmacht Deutschland. Luftwaffe – Industrie – Luftfahrt
- 1939 Friedrich Berber: Das Diktat von Versailles, Entstehung, Inhalt, Zerfall
- 1939 Adolf Dresler: Mussolini als Journalist (2. Aufl.).
- 1940 Hermann Baumann, Richard Thurnwald, Diedrich Westermann: Völkerkunde von Afrika: Mit besonderer Berücksichtigung der kolonialen Aufgabe.
- 1940 Friedrich Berber Hg.: Deutschland – England 1933–1939: Die Dokumente des deutschen Friedenswillens
- 1941 Heinz Bongartz (Jürgen Thorwald): Luftmacht Deutschland. Aufstieg, Kampf und Sieg. Der Luftkrieg in Polen
- 1941 Heinz Bongartz (Jürgen Thorwald): Seemacht Deutschland, Band 1: Der Wiederaufstieg der deutschen Kriegsmarine
  - 1944 dito, Band 2: Die Kriegsmarine im Kampf um Norwegen
- 1942 Werner von der Schulenburg: Stechinelli. Roman eines Kavaliers. 2 Bände. Dresden 1911. Wieder: Essener Verlagsanstalt 1942
- 1942 Karl Zuchardt: Held im Zwielicht. Ein Drama
- 1942 Hubert Max: Wesen und Gestalt der politischen Zeitschrift (Pressestudien, Reihe A, Band 1)
- 1942 Friedrich Berber Hg.: Europäische Politik 1933–1938 im Spiegel der Prager Akten. Reihe: Veröffentlichungen des Deutschen Instituts für Außenpolitische Forschung
- 1937–1941 Monatshefte für auswärtige Politik, bis Bd. 8, 1941
- 1941 Franz Grau: Gapon sucht den Zaren
- 1941 Paul Gurk: Büroassistent Tödtke, Vorspiel einer deutschen Revolution, Roman
- 1943 Konrad Krause: Die jüdische Namenwelt
- 1943 Diedrich Westermann: Afrikaner erzählen ihr Leben. häufige Auflagen, zuletzt Evang. Verlagsgesellschaft, Berlin (DDR) 1965. Frz. Fassung: Autobiographies d'Africains, Payot, Paris
- 1943 Friedrich Berber: Die amerikanische Neutralität im Kriege 1939-1941
- 1944 Friedrich Franz von Unruh: Der Patriot wider Willen
- 1944 Karl Zuchardt: Umwege des Schicksals